# Edward Ferrero
Edward Ferrero (Malaga, 18 gennaio 1831 – New York, 11 dicembre 1899) è stato un generale e coreografo statunitense di origini italiane.
Fu un istruttore di danza, un coreografo e un operatore di sale da ballo negli Stati Uniti. Servì anche nell'US Army, particolarmente per il ruolo svolto nella Battaglia del Cratere del 1864, parte della più ampia Campagna Terrestre scatenata e condotta dal tenente generale unionista Ulysses Simpson Grant.

## Gioventù e carriera
Ferrero nacque a Malaga (Spagna) da genitori italiani, Stefano (di origini piemontesi) e Adelaide (di origine romana), arrivati in quel Paese poco prima della sua venuta al mondo. Tredici mesi dopo, la famiglia si trasferì negli Stati Uniti e s'insediò a New York, a Hastings-on-Hudson (un villaggio della Contea di Westchester, oggi suburbio di New York City). Il padre di Edoardo (diventato Edward), Stefano, era un famoso ballerino e un amico personale di Giuseppe Garibaldi, che ospitò anche quando l'"Eroe dei Due Mondi" trascorse da esule un certo periodo a New York, lavorando presso la fabbrica di candele di Antonio Meucci. Anche la madre Adelaide era stata danzatrice professionista e dunque non fu strano che Stefano aprisse appena giunto in città una scuola di danza, tra la Quattordicesima Street e la Sesta Avenue.
Quando Ferrero padre si mise in pensione dopo aver da poco superato la cinquantina, Edward assunse la conduzione della scuola, aprendo anche una seconda sede sulla Clinton Street, a Brooklyn, dov'era ricca la presenza d'emigrati italiani. Istruì l'élite benestante della società newyorkese nell'arte della danza e inventò vari tipi di ballo che si conquistarono vasta popolarità nel Paese. Ferrero affascinava le persone, non tanto per il suo fisico asciutto e agile e per i suoi occhi azzurro chiaro, quanto per la sua abilità nella danza e nella sua capace fantasia di trovare nuovi passi da insegnare. Lavorò part-time come maestro di ballo nell'Accademia Militare degli Stati Uniti e scrisse l'apprezzato volume The Art of Dancing nel 1859.
Ferrero era stato interessato alle questioni militari dall'ambiente presente nella sua associazione, dall'aver frequentato Garibaldi da giovane e dall'esempio di un suo zio paterno, Lewis Ferrero, che, da Colonnello dell'esercito sardo, aveva servito nella Guerra di Crimea e nelle campagne risorgimentali italiane. Accettò quindi il brevetto di tenente colonnello nell'ambito della New York State Militia, andando ad addestrare l'11th New York Militia Regiment. Con la sua abilità in campo coreografico e l'esperienza acquisita col suo lavoro di istruttore, le sue truppe - allenate da sei a sette ore al giorno - divennero presto note per la loro capacità di sfilare in perfetto ordine e disciplina.

Spinto anche dal suo desiderio di imprimere un più netto cambiamento alla sua vita, dopo la morte il 24 giugno 1861 della trentenne moglie Mary Eliza, seguita tre giorni dopo da quella della madre, Edward Ferrero decise di levare a sue spese un reggimento, servendo per tutta la durata dei sei anni della Guerra di Secessione nell'organizzazione delle Milizie.

## Guerra di Secessione
Il 13 settembre 1861 entrò nell'esercito regolare degli Stati Uniti. Il "suo" 51st New York (the "Shepard Rifles") era costituito. Ricevette perciò il brevetto di Colonnello (ogni comandante di reggimento aveva quel grado) e addestrò il reggimento alle manovre e alle procedure militari.

Comandò poi una brigata di tre reggimenti nella spedizione di Roanoke Island condotta dal Maggior Generale Ambrose Burnside, in cui i suoi reggimenti conquistarono la prima ridotta confederata della guerra di secessione. Comandò anche una brigata a New Bern sotto il Brig. Gen. Jesse L. Reno.
Trasferito a settentrione con la sua brigata, in Virginia, nell'estate del 1862, Ferrero fu agli ordini del Mag. Gen. John Pope nel corso della Campagna della Virginia Settentrionale, inclusa la seconda battaglia di Bull Run (o Seconda Manassas). In settembre, partecipò alle battaglie di South Mountain e di Antietam, in cui la sua brigata fece parte del IX Corpo dell'Unione e prese d'assalto il Burnside's Bridge. Per il suo personale valore ad Antietam, il ballerino diventato guerriero fu promosso Brigadier generale dei Volontari il 19 settembre 1862. (La Commissione incaricata del rilascio dei brevetti concluse i suoi lavori nel marzo del 1863 ma egli vide confermata la sua nomina il 6 maggio. Quest'ultima conferma fu revocata il 21 luglio 1864). La sua prima azione da generale avvenne a Fredericksburg.
Inviato sul Teatro occidentale con il IX Corpo ai primi del 1863, Ferrero guidò la sua brigata con efficienza durante l'Assedio di Vicksburg. In seguito passò al comando di una divisione durante la Campagna di Knoxville e comandò le operazioni miranti alle difese di Fort Sanders. Trasferito a est nel 1864 col suo Corpo, prese parte all'Assedio di Petersburg, comandante una divisione statunitense di colore. I suoi uomini furono coinvolti nella fallimentare carica del 30 luglio de Cratere, in cui subirono pesanti perdite subite nel corso dell'assalto iniziale della divisione del Brig. Gen. James H. Ledlie. Tanto Ferrero quanto Ledlie ricevettero critiche per essere rimasti in un rifugio nel corso della maggior parte della battaglia, passandosi l'un l'altro una bottiglia di rum. Una corte d'inchiesta condotta dal Mag. Gen. Winfield S. Hancock citò Ferrero per "essere stato per lo più in un ricovero a prova di bomba, dove non poteva vedere i movimenti delle sue truppe [e neppure] la posizione delle due brigate della sua divisione né se esse avessero conquistato Cemetery Hill o no."
Il 2 dicembre 1864, Ferrero ebbe un brevetto di Maggior Generale per coraggio e servizi meritori". Servì poi fino alla Campagna di Appomattox compresa, ai primi del 1865.

## Dopoguerra
Ferrero lasciò l'esercito il 24 agosto 1865 e tornò a casa a New York City. Preferì non riaprire la sua vecchia Scuola di danza, quanto piuttosto affittare un edificio in una parte diversa della città prima di tornare infine alla sua rinomata Scuola, conosciuta come l'Apollo Hall. Nel 1872, scaduto l'affitto, l'edificio fu trasformato in teatro.
Ferrero locò una sala da ballo della Tammany Hall per la sua Scuola e aderì alla Tammany Society, diventando socialmente attivo nei circoli politici democratici, sebbene non prendesse mai parte a competizioni elettorali. Fu attivo anche nelle questioni che riguardavano i veterani di guerra. Aderì alla Massoneria e pubblicò un secondo libro di vasto successo, The History of Dancing (Storia della danza), che tuttora viene ristampato.
Affittò il Lenox Lyceum nel gennaio del 1889 e proseguì nella sua attività di rinomato insegnante di danza per un altro decennio. Andò in pensione nel maggio del 1899, quando si ammalò, morendo poi alla fine di quell'anno stesso.
Ferrero morì a New York City ed è sepolto nel Green-Wood Cemetery di Brooklyn.

## Libri di Ferrero
- The Art of Dancing Historically Illustrated to Which is Added a Few Hints on Etiquette. ISBN 1417906952.
- The History of Dancing, ISBN 1417906952.